# Szapáry Lőrinc
Szapári, muraszombathi és széchyszigeti gróf Szapáry Lőrinc Ágoston Gyula (Pest, 1866. július 10. – Perchtoldsdorf, 1919. július 13.) diplomata.

## Élete
A főnemesi szapári, muraszombathi és széchiszigeti gróf Szapáry család sarja. Apja, gróf Szapáry Gyula (1832-1905), anyja, gróf tolnai Festetics Karolina (1838–1919) volt. Fivére, gróf Szapáry György (1865–1929), Jász-Nagykun-Szolnok vármegye főispánja, császári és királyi kamarás volt. Diplomáciai pályáját Rómában kezdte, az Osztrák–Magyar Monarchia olaszországi nagykövetségénél. 1907-ben első osztályú követségi tanácsos lett, 1912-ben pedig Chilében, Peruban és Bolíviában a Monarchia követe és meghatalmazott minisztere. 1918-ban nyugdíjba vonult.
1919. július 13-án hunyt el Perchtoldsdorfon nőtlen és magtalanul.